# Assassin Club
Pour plus de détails, voir Fiche technique et Distribution.
Assassin Club est un film américano-français réalisé par Camille Delamarre sorti en 2023.

## Synopsis
Morgan Gaines est tueur à gages. Il est l'un des meilleurs de la « profession ». Il est chargé de tuer six personnes à travers divers pays dans le monde. Il va cependant découvrir qu'ils ont tous été engagés pour s’entretuer.

## Fiche technique
Sauf indication contraire, les informations mentionnées dans cette section peuvent être confirmées par la base de données cinématographiques IMDb,  présente dans la section « Liens externes ».
- Titre original : Assassin Club
- Réalisation : Camille Delamarre
- Scénario : Thomas Dunn
- Photographie : Matthew Chuang
- Production : Kieran Corrigan, Jordan Dykstra, Todd Lundbohm, Emanuele Moretti, Ellen S. Wander
  - Production déléguée : Dennis Crow, Thomas Dunn, Simon Fawcett, Christina Lundbohm
- Sociétés de production : Film Bridge International, Merlin Films et The Motus Studios
- Distribution : Youplanet Pictures (Espagne)
- Pays de production :  États-Unis,  Italie
- Durée : 111 minutes
- Genre : action, thriller
- Dates de sortie[3] :
  - Italie : 2 février 2023
  - États-Unis : 16 mai 2023 (vidéo à la demande)
  - France : 23 mai 2023 (1re diffusion sur NRJ12[4])
- Classification[5] :
  - États-Unis : R

## Distribution
Sauf indication contraire, les informations mentionnées dans cette section peuvent être confirmées par la base de données cinématographiques IMDb,  présente dans la section « Liens externes ».
- Henry Golding (VF : Eilias Changuel) : Morgan Gaines
- Daniela Melchior (VF : Nastassja Girard) : Sophie
- Sam Neill (VF : Hervé Bellon) : Jonathan Caldwell
- Noomi Rapace (VF : Julie Dumas) : Falk
- Claudio Del Falco : Ryder
- Anastasia Doaga (VF : Sarah Barzyk) : Jonna
  - Natalya Shulzhenko (VF : Salomé Mailhé) : Jonna jeune
- Jimmy Jean-Louis (VF : Thierry Desroses) : inspecteur Leon
- Bruno Bilotta (it) : Lesek
- Sheena Hao : Yuko

 Source et légende : version française (VF) sur RS Doublage

## Production
Le projet est annoncé en 2021. Le tournage se déroule peu après à Turin, en Italie,.

## Sortie et accueil
Le film sort en salles dans certains pays arabes début 2023 (Égypte, Émirats arabes unis et Koweït), en Italie le 2 février 2023. Il est disponible en vidéo à la demande aux États-Unis dès le 16 mai 2023. En France, il est diffusé le 23 mai 2023 sur la chaine NRJ 12 et rediffusé le 14 février 2024 sur cette même chaine.
Le film reçoit des critiques globalement négatives. Sur l’agrégateur de critiques Rotten Tomatoes, il obtient 15% d'avis favorables pour 20 critiques et une note moyenne de 2,9⁄10. Sur Metacritic, qui utilise une moyenne pondérée, le film obtient une note de 27⁄100 pour 6 critiques.